# Harsziésze (ellenkirály)
Harsziésze (? – i. e. 130. szeptember) ókori egyiptomi felkelő, ellenkirály Thébában a ptolemaida korban, az utolsó őslakos egyiptomi uralkodó.
Valószínűleg azonos a Harsziésze, Paiousz fia néven említett személlyel (a Paiousz jelentése: „az istenek ellensége”). Kihasználta a VIII. Ptolemaiosz és nővér-felesége, II. Kleopátra között zajló polgárháborút, és i. e. 131 nyarán elfoglalta Thébát. Ő volt az utolsó őslakos egyiptomi uralkodó, aki fáraónak nevezte magát, de hatalma csak Felső-Egyiptom déli részére terjedt ki, és csak rövid ideig. Valószínűleg teljes fáraói titulatúrát vett fel, ebből azonban csak nomene maradt fenn: ḥr-z3-3s[.t] z3-wsr, Harsziésze Szauszir, „Hórusz, Ízisz fia, Ozirisz fia”, amely a Karara 1,2 démotikus papiruszról ismert. Még az év novemberében Ptolemaiosz csapatai elfoglalták Thébát, Harsziésze azonban folytatta a felkelést haláláig, amelyre valószínűleg a következő év szeptemberében került sor.

## Fordítás
- Ez a szócikk részben vagy egészben  a   Harsiesi című angol Wikipédia-szócikk ezen változatának fordításán alapul.  Az eredeti cikk szerkesztőit annak laptörténete sorolja fel. Ez a jelzés csupán a megfogalmazás eredetét és a szerzői jogokat jelzi, nem szolgál a cikkben szereplő információk forrásmegjelöléseként.